# Vogels en irissen
Vogels en irissen (Frans: Oiseaux et iris) is een sierspeld ontworpen door Brusselse juweelsmid Philippe Wolfers. In 2009 kwam het terecht in de collectie van de Koning Boudewijnstichting via het Fonds Léon Courtin-Marcelle Bouché. De stichting vertrouwde het werk in bruikleen toe aan het KMKG waar het tentoongesteld wordt in de gereconstrueerde Wolfers-winkel.

## Context
In totaal ontwierp en maakte art-nouveau-juwelenmaker Philippe Wolfers 9 sierkammen. Vogels en irissen is de enige volledig overgebleven sierkam en draagt het kenteken van de Exemplaires Uniques. Het werk wordt bewaard in zijn oorspronkelijke schrijn wat het bijzonder maakt. Deze exemplaires uniques werden door de kunstenaar ingezonden naar befaamde internationale en nationale tentoonstellingen. De sierkam is nooit gedragen omwille van zijn gewicht. Bovendien heeft de kunstenaar nooit de intentie gehad het werk te verkopen.
De unieke sierkam is opgebouwd uit Braziliaans opaal, bergkristal, email en goud en diende louter als pronkstuk dat moest getuigen van de uitzonderlijke vaardigheden en materiaalbeheersingen van de kunstenaar.

## Galerij

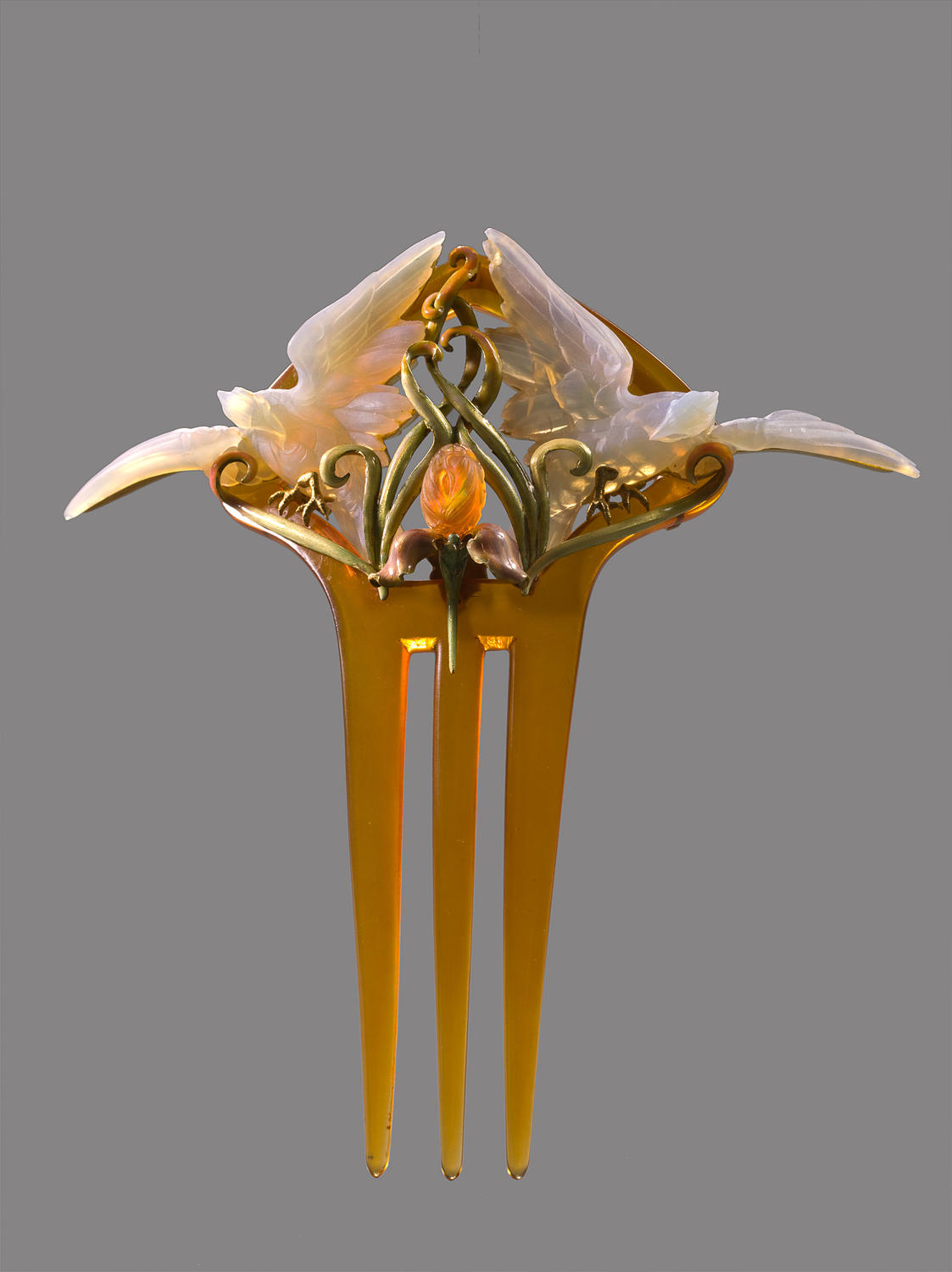
voorzijde
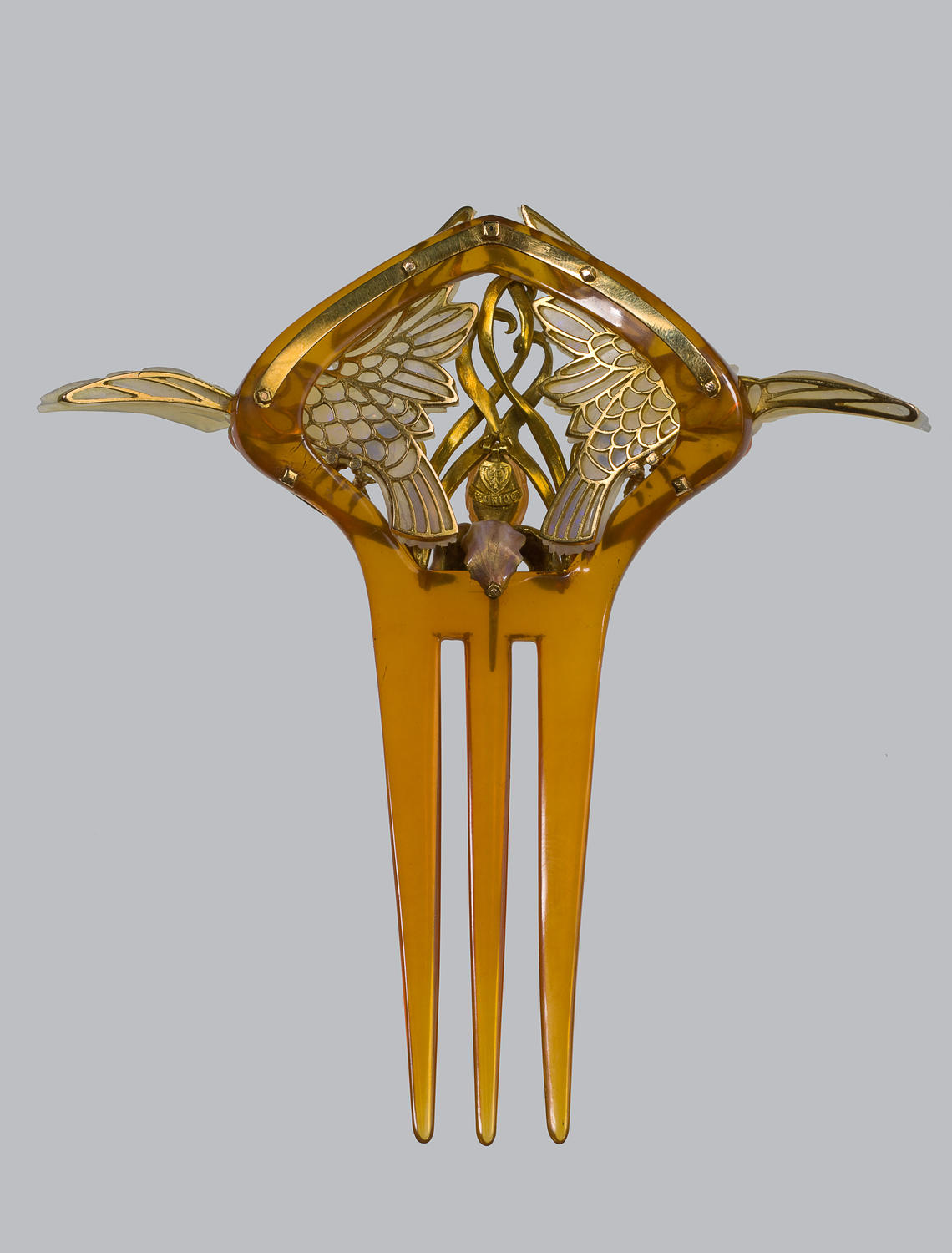
achterzijde